# Весьшурга
Весьшурга (мар. Весшӱргӧ) — деревня в Моркинском районе Республики Марий Эл. Входит в состав Себеусадского сельского поселения.

## География
Находится в юго-восточной части республики Марий Эл на расстоянии приблизительно 16 км по прямой на северо-запад от районного центра посёлка Морки.

## История
Известна с 1795 года как второй выселок Вешурга с 12 дворами из деревни Малого Мушерана. В 1859 году здесь (околоток Вершурга) находилось 37 дворов, проживали 247 человек. В 1872 году здесь было 53 дома. В 1902—1905 годах в деревне проживали 485 человек. В 1924 году здесь проживал 591 человек, большинство мари. В 1959 году в деревне проживали 442 человека, большинство мари. В 1978 году в деревне находилось 77 хозяйств и 312 жителей. В 1998 году в деревне не осталось ни одного предприятия. В советское время работали колхозы «13 лет Октября», «Дружба» и промартель «Чодра патыр».

## Население
Население составляло 311 человек (мари 100 %) в 2002 году, 273 в 2010.

## Известные уроженцы
- Осипов Николай Осипович (1918—1999) — марийский советский партийный и комсомольский деятель. Первый секретарь Марийского обкома ВЛКСМ (1946—1949). Член ВКП(б). Участник Великой Отечественной войны.
- Охотин Степан Гаврилович (1911—1972) — марийский советский деятель здравоохранения, врач-хирург. Заместитель министра здравоохранения Марийской АССР (1946―1949), заведующий Республиканской поликлиникой, главный врач Республиканского противотуберкулёзного диспансера МАССР (1956―1972). Заслуженный врач РСФСР (1960). Участник Великой Отечественной войны. Член ВКП(б) с 1939 года.
- Софронов Николай Павлович (1909—1996) — марийский советский деятель спорта, преподаватель, музеевед, общественный деятель. Заведующий кафедрой физического воспитания Марийского педагогического института имени Н. К. Крупской (1946―1954, 1955―1963), председатель Комитета физкультуры и спорта Марийской АССР (1954―1955). Организатор первого (домашнего) музея истории города Йошкар-Олы Марий Эл (вместе с Л. П. Полубарьевой) (1978). Заслуженный работник культуры Марийской АССР (1969). Участник Великой Отечественной войны.